# Castel Vittorio
Castel Vittorio o Castelvittorio (en ligur Castè) és un comune italià, situat a la regió de la Ligúria i a la província d'Imperia. El 2011 tenia 329 habitants.

## Geografia
Situat a uns 120 quilòmetres al sud-oest de Gènova i a uns 30 a l'oest d'Imperia, compta amb una superfície de 25,93 km² i limita amb les comunes d'Apricale, Bajardo, Molini di Triora, Pigna i Triora.

## Història

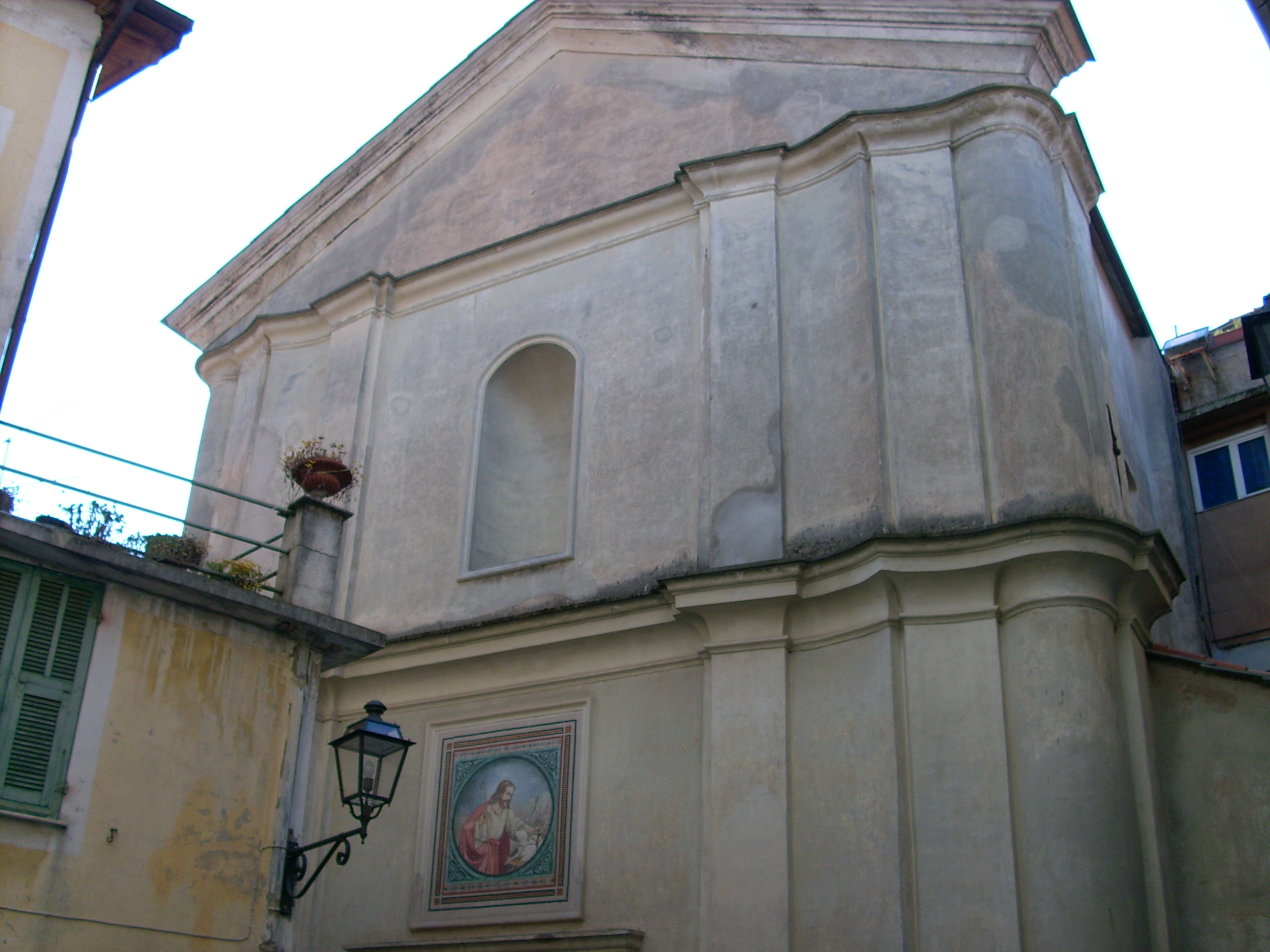
L'església parroquial de Sant Stefano, al centre històric de Castel Vittorio

Antigament anomenat Castrum Dodi i després "Castel Dho", el poble fou una antiga possessió dels comtes de Ventimiglia que administraren el país fins al 1260. El comte Bonifaci el Menor, fill de Bonifaci del Vasto, va vendre la propietat a la família Moro i aquests rebatejaren la zona com a "Castelfranco". Més tard es va incorporar a les possessions de la República de Gènova.
Després de la Unificació d'Itàlia de 1861 passà a anomenar-se "Castel Vittorio" en honor del rei Vittorio Emanuele II de Savoia.

## Monuments
L'església parroquial de Sant Stefano acull un baix relleu del segle xvi o XVII, una Crucifixió de Jesús obra de Marcello Venusti i un crucifix obra d'Anton Maria Maragliano.